# Amédée Guérard

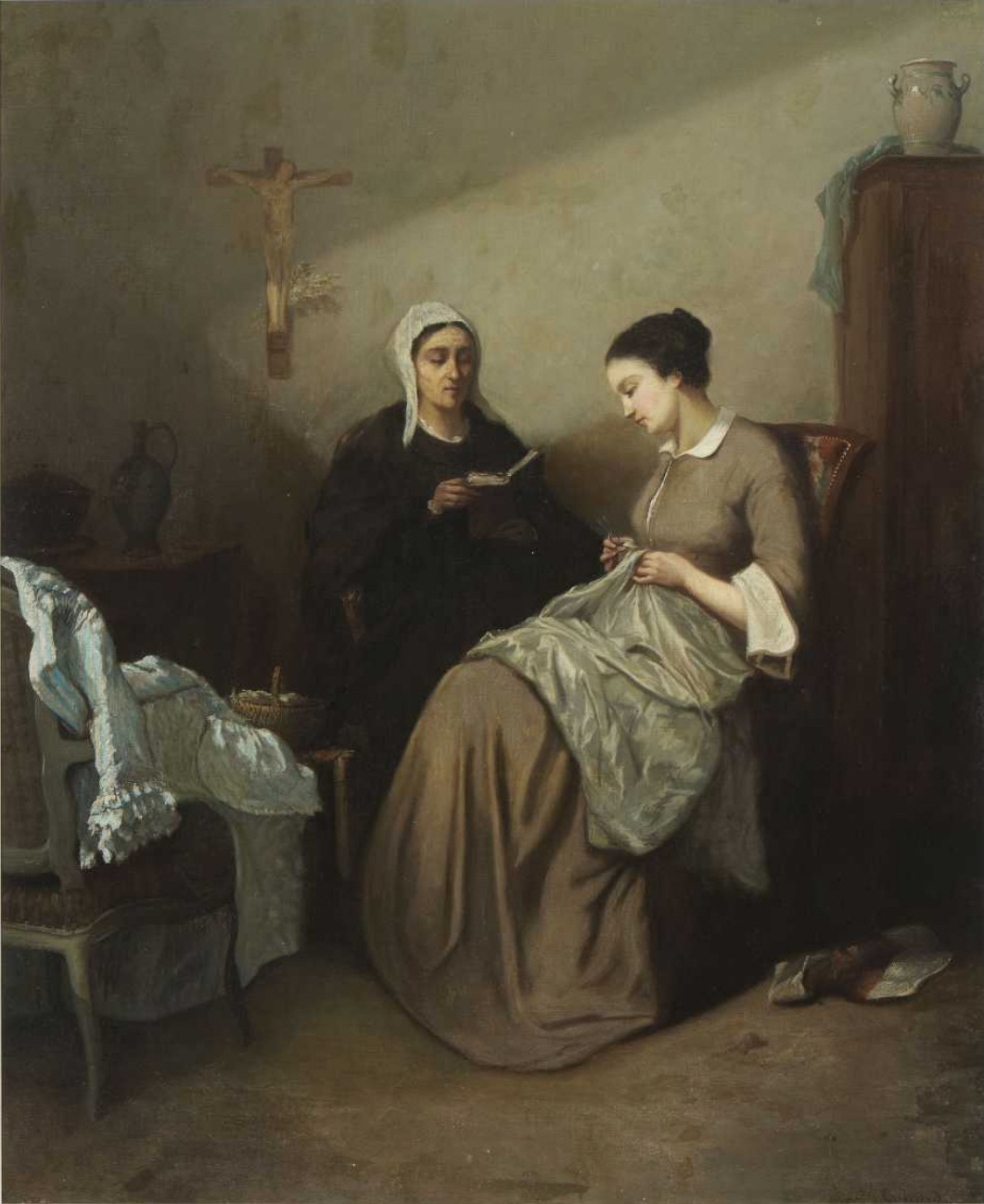
Bibelstunde

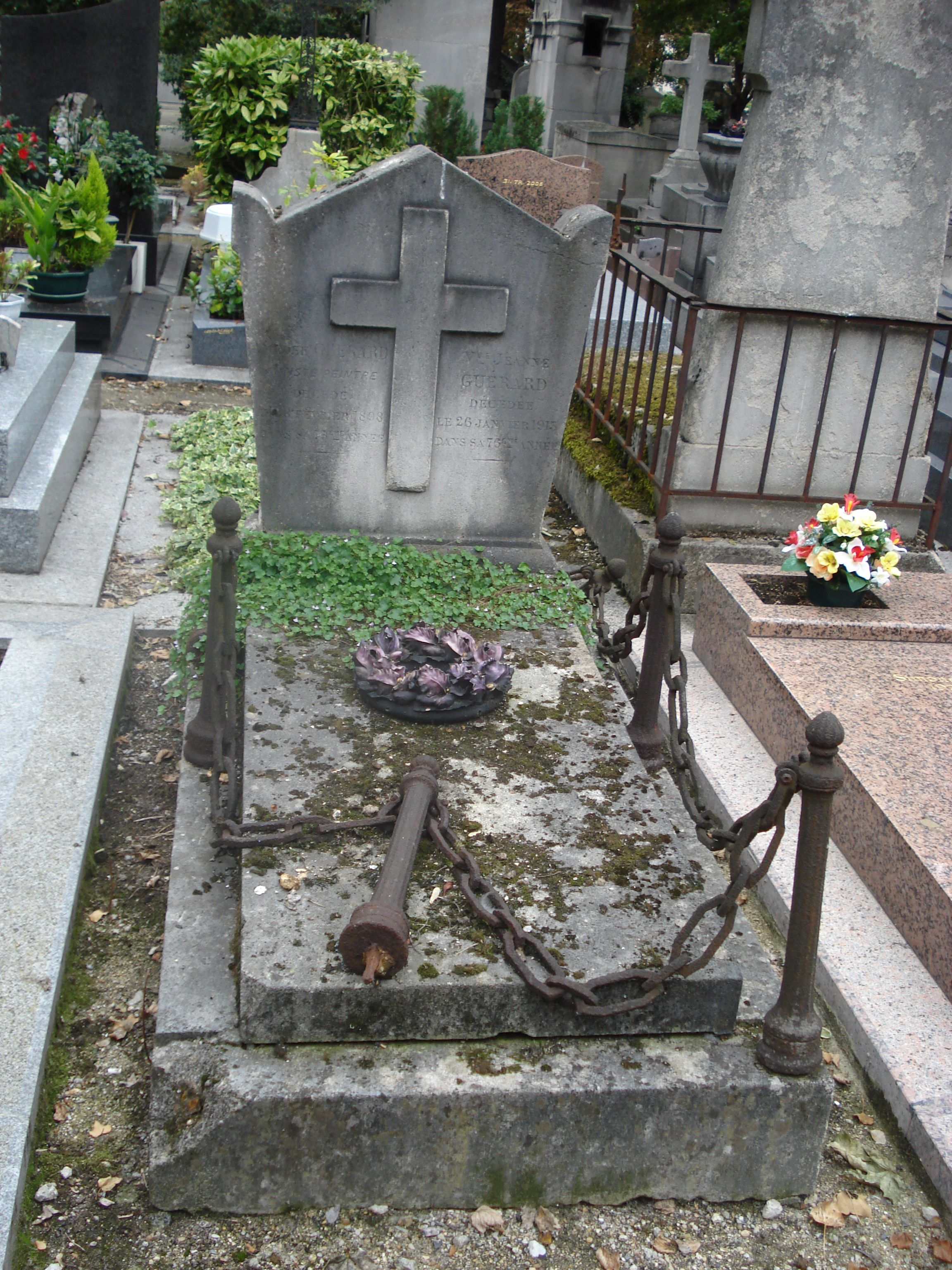
Grab von Amédée Guérard (Friedhof Montmartre)

Amédée Guérard (* 24. Februar 1824 in Sens; † 28. Februar 1898 in Paris) war ein französischer Maler. 
In Sens gibt es eine Rue Amédée Guérard.

## Werke
- A Mother’s Kiss. 1861? / 1865
- The Indiscreet Servant. 1865
- Adoration of the Cross. Good Friday in Italy. 1866[2]
- Bibelstunde. Öl auf Leinwand, etwa 1908
- Junge Tänzerin mit Castagnetten. Öl auf Leinwand, o. J.[3]